# Beaufortia Island
Beaufortia Island ist eine unbewohnte Insel im australischen Bundesstaat Western Australia. Die Insel gehört zu den Montebello-Inseln. Sie ist 85,7 Kilometer vom australischen Festland entfernt. 
Die Insel ist 280 Meter lang und 30 Meter breit. In der Nähe liegen die Inseln Bluebell Island, Banksia Island und Fairy Tem Island.